# 1984년 하계 올림픽 체조

1984년 하계 올림픽 체조 경기는 1984년 7월 29일부터 8월 11일까지 미국 로스앤젤레스에서 열렸다. 리듬체조가 이 대회에서 올림픽 종목으로 처음 채택되었다. 소련, 불가리아, 쿠바, 체코슬로바키아, 동독, 헝가리 및 북한은 올림픽 참가 자격이 있었지만, 보이콧으로 1984년 하계 올림픽에 참가하지 못했다.